# Калдас
Ка̀лдас (на испански: Caldas) е един от тридесет и двата департамента на южноамериканската държава Колумбия. Намира се в централната част на страната. Департаментът е с население от 1 018 453 жители (към 30 юни 2020 г.) и обща площ от 7425 км². Главен административен център е град Манисалес.

## Общини
Департамент Калдас е разделен на 27 общини. Някои от тях са:
1. Виктория
2. Маруланда
3. Палестина
4. Рисаралда
5. Саламина
6. Сан Хосе